# Everytime You Go Away
Everytime You Go Away ist ein Popsong des US-amerikanischen Sängers Daryl Hall. Die Coverversion des Musikers Paul Young unter dem Titel Every Time You Go Away wurde im Jahr 1985 ein Nummer-eins-Hit in den USA.

## Originalversion (Hall & Oates)
Die Originalversion stammt von Hall & Oates und ist auf deren Album Voices aus dem Jahre 1980 enthalten, wobei es nie als Single veröffentlicht wurde. Sie nahmen das Lied 1985 für ihr Konzertalbum Live at the Apollo erneut auf.

## Version von Paul Young
Veröffentlichung
Youngs Coverversion erschien am 25. Februar 1985 und erreichte im Vereinigten Königreich im März 1985 Platz vier, im Mai Platz 40 in den deutschen Charts. Am 27. Juli 1985 erreichte das Lied die Spitzenplatzierung in den Vereinigten Staaten. Es blieb dort sein einziger Nummer-eins-Hit. Bei den Brit Awards 1986 gewann das Video zu Every Time You Go Away die Auszeichnung für das Beste Britische Video.
Paul Youngs Aufnahme wurde mit Piano, Bass und elektrischer Gitarre eingespielt. Es erschienen eine 7″-Single mit der Singleversion des Liedes sowie eine 12″-Maxi mit einer Extended Version. Beide Singles enthalten das Stück This Means Anything als B-Seite.

### Chartplatzierungen
| ChartsChartplatzierungen       | Höchstplatzierung | Wochen |
| ------------------------------ | ----------------- | ------ |
| Deutschland (GfK)              | 40 (7 Wo.)        | 7      |
| Vereinigte Staaten (Billboard) | 1 (23 Wo.)        | 23     |
| Vereinigtes Königreich (OCC)   | 4 (11 Wo.)        | 11     |

| ChartsJahrescharts (1985)      | Platzierung |
| ------------------------------ | ----------- |
| Vereinigte Staaten (Billboard) | 11          |

### Auszeichnungen für Musikverkäufe
| Land/Region                  | Auszeichnungen für Musikverkäufe (Land/Region, Auszeichnung, Verkäufe) | Verkäufe |
| ---------------------------- | ---------------------------------------------------------------------- | -------- |
| Spanien (Promusicae)         | Gold                                                                   | 30.000   |
| Vereinigte Staaten (RIAA)    | Gold                                                                   | 500.000  |
| Vereinigtes Königreich (BPI) | Silber                                                                 | 250.000  |
| Insgesamt                    | 1× Silber · 2× Gold ·                                                  | 780.000  |

## Weitere Coverversionen
Am Ende des Films Ein Ticket für Zwei aus dem Jahre 1987 wird das Lied von Blue Room gespielt. Im Jahr 2006 coverte Clay Aiken das Lied auf seiner CD A Thousand Different Ways. Im Jahr 2009 wurde das originale Hall-&-Oates-Lied im Film The Rebound gespielt. Bereits 1986 wurde der Titel von Gloria Gaynor für ihr Album The Power eingespielt.